# سرند (فردوس)
سرند (بالفارسية: سرند) هي مستوطنة تقع في Baghestan Rural District في إيران. يقدر عدد سكانها بـ 506 نسمة .